# Orontioideae
Orontioideae es una subfamilia de plantas con flores perteneciente a la familia Araceae. La subfamilia se compone de los siguientes tres géneros: Orontium, Lysichiton, y Symplocarpus. Las características de la subfamilia Orontioideae son de que los granos de polen son de tamaño mediano  y los tallos subterráneos.  Las especies de la subfamilia tienen como base del número de cromosomas X = 13.